# Ūlos upė
Ūlos upė este o arie protejată (sit de importanță comunitară — SCI) din Lituania întinsă pe o suprafață de 434,25 ha, integral pe uscat.

## Localizare
Centrul sitului Ūlos upė este situat la coordonatele 54°05′59″N 24°33′16″E / 54.0996°N 24.5544°E.

## Înființare
Situl Ūlos upė a fost declarat sit de importanță comunitară în aprilie 2004 pentru a proteja 5 specii de animale.

## Biodiversitate
Situată în ecoregiunea boreală, aria protejată conține 2 habitate naturale: Lacuri eutrofice naturale cu vegetație de tip Magnopotamion sau Hydrocharition, Cursuri de apă de la nivel de câmpie la nivel montan, cu vegetație Ranunculion fluitantis și Callitricho-Batrachion.
La baza desemnării sitului se află mai multe specii protejate:
- mamifere (1): vidră de râu (Lutra lutra)
- nevertebrate (2): fluturele purpuriu (Lycaena dispar), Unio crassus
- pești (2): zglăvoacă (Cottus gobio), cicar (Lampetra planeri)